# Wettensen
Wettensen ist ein nördlich gelegener Ortsteil der Stadt Alfeld (Leine) im niedersächsischen Landkreis Hildesheim.

## Geografie
Wettensen liegt im Leinebergland westlich der Sieben Berge und östlich dicht an der Leine, gegenüber Godenau.

## Geschichte
Erste urkundliche Erwähnung findet der Ort im Jahr 1334 mit der Belehnung der Herren von Steinberg durch die Äbtissin von Gandersheim.
Im Zuge der Gebietsreform in Niedersachsen, die am 1. März 1974 stattfand, hat Wettensen seine Selbständigkeit verloren und ist seitdem ein Ortsteil der Stadt Alfeld (Leine).

## Politik

### Stadtrat und Bürgermeister
Auf kommunaler Ebene wird der Ort Wettensen vom Stadtrat aus Alfeld vertreten.

### Ortsvorsteher
Ortsvorsteher des Ortes Wettensen ist seit dem 4. November 2021 Sebastian Wieprich (Parteilos).

### Wappen
Der Gemeinde wurde das Kommunalwappen am 18. November 1938 durch den Oberpräsidenten der Provinz Hannover verliehen. Der Landrat aus Alfeld überreichte es am 31. Januar 1939.
| Wappen von Wettensen | Blasonierung: „In Gold ein schwarzer Rehbockkopf mit kräftigem Sechsergehörn.“ |
| Wappen von Wettensen | Wappenbegründung: Da die Geschichte der Gemeinde Wettensen keinerlei Anhaltspunkte für die Gestaltung eines Wappens bot, erkor der Bürgermeister nach Anhörung der Gemeinderäte das oben beschriebene. Es äußert sich hier der Naturfreund und Jäger, der mit Recht in dem Reh wegen seiner edlen Gestalt den Schmuck der Gemarkung sieht. |

## Kultur und Sehenswürdigkeiten

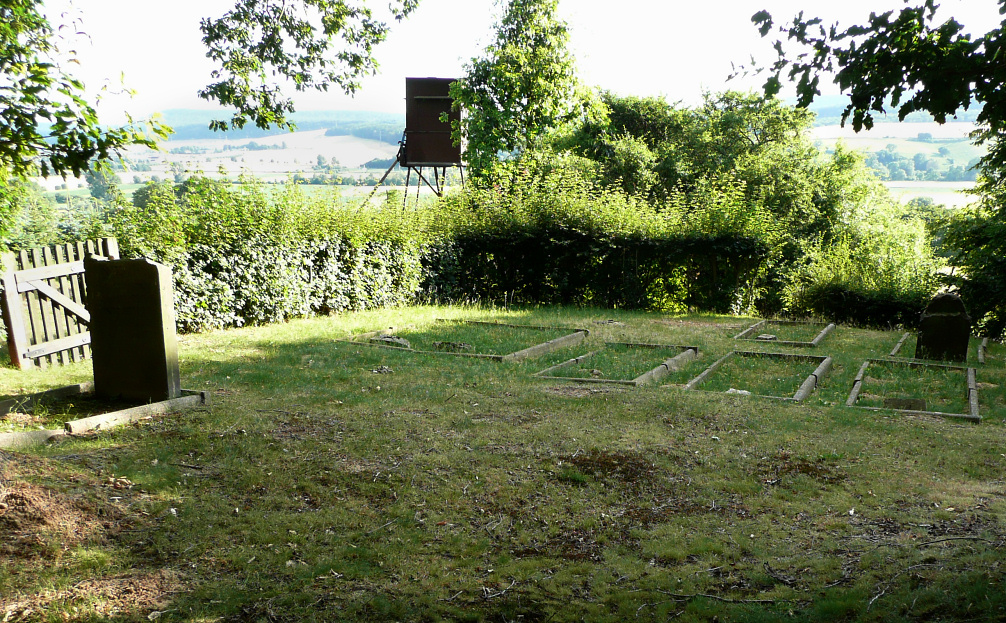
Der Jüdische Friedhof

- Die Kapelle wurde im Jahr 1904 von fünf Bauern errichtet, nachdem die alte Kirche baufällig geworden war. Dabei hatte es sich um ein dem heiligen Urban geweihtes Gebäude aus Fachwerk gehandelt.[4] Das heutige Bauwerk wurde aus Bruchstein errichtet und mit Rundbogenfenstern versehen.
- Im Norden des Ortes befindet sich am Waldrand der jüdische Friedhof Wettensen der früheren jüdischen Gemeinde Alfeld mit noch zwei vorhandenen Grabsteinen. Die letzte Bestattung fand 1880 statt. Mitte des 19. Jahrhunderts lebten vier jüdische Familien (drei Hausierer, ein Kiepenmacher) mit 13 Personen in Wettensen. Anfang des 20. Jahrhunderts lebten keine Juden mehr im Ort.